# Aeroportul Donnelly
Aeroportul Donnelly (IATA: YOE) este un aeroport din Alberta, Canada ce deservește zona Donnelly⁠(d).
Situat la o altitudine de 594 m, aeroportul dispune de o singură pistă.